# Pascal Mahé
Pascal Mahé (Caen, 15 de dezembro de 1963) é um ex-handebolista profissional e treinador francês, medalhista olimpico.
Pascal Mahé fez parte do elenco medalha de bronze, em Barcelona 1992. Com 6 partidas e 12 gols.